# Janusz Olearnik

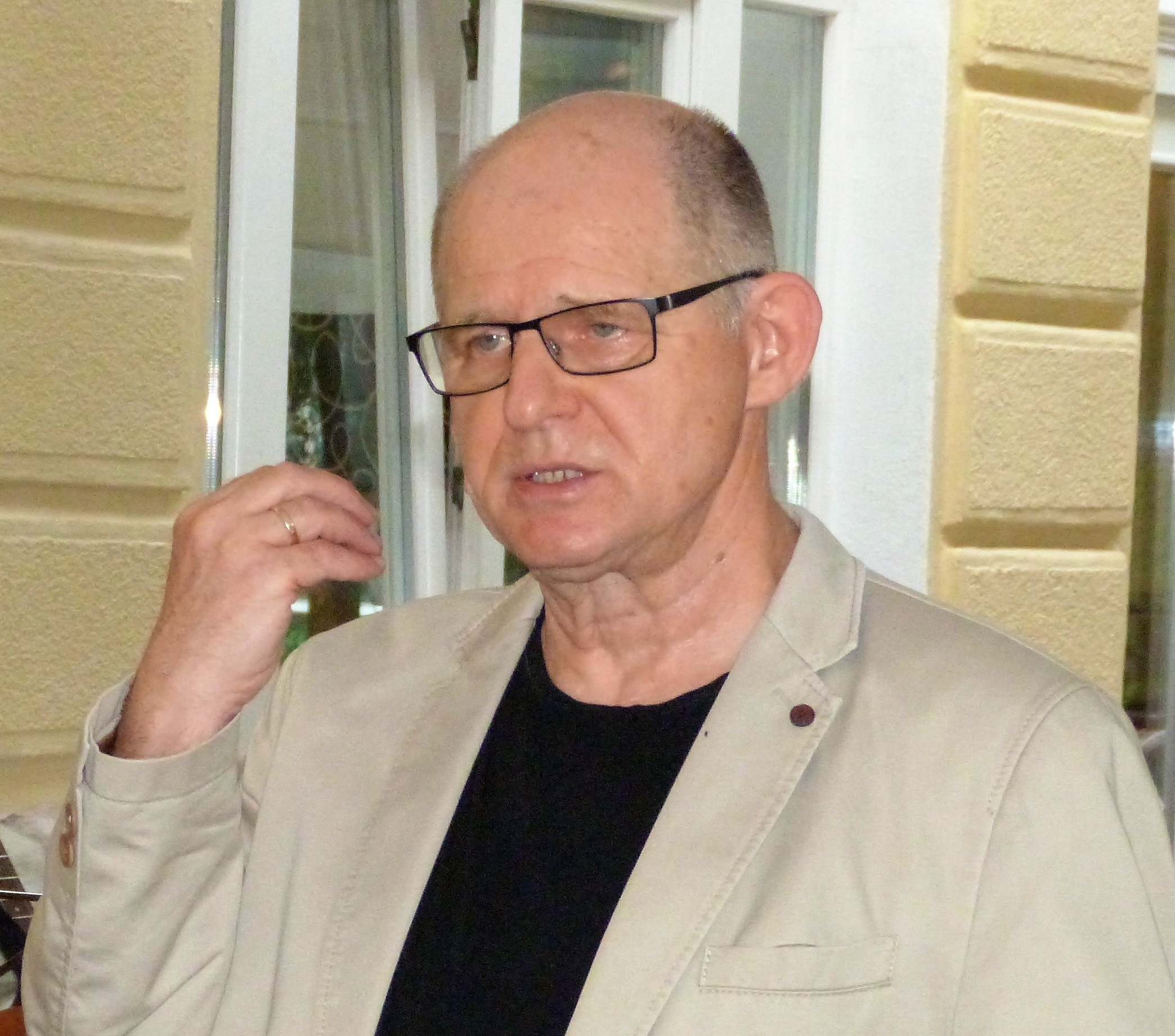
Janusz Olearnik, nauczyciel akademicki, poeta

Janusz Olearnik – polski ekonomista, profesor nauk ekonomicznych, nauczyciel akademicki, rektor Wyższej Szkoły Handlowej we Wrocławiu (obecnie Wrocławska Akademia Biznesu w Naukach Stosowanych) w okresie 2002-2008. Zawodowy doradca biznesowy. Poeta, autor wierszy i redaktor tomików poetyckich.

## Życiorys
Ur. w 1950 r. w Prudniku, absolwent tamtejszego liceum ogólnokształcącego (1968). W 1972 r. ukończył studia ekonomiczne w Akademii Ekonomicznej im. Oskara Langego we Wrocławiu (obecnie Uniwersytet Ekonomiczny), w 1977 r. uzyskał stopień doktora, w 1983 – stopień doktora habilitowanego, w 1993 otrzymał tytuł naukowy profesora w zakresie nauk ekonomicznych. Pracował na uczelniach: Akademia Ekonomiczna we Wrocławiu (1972-87), Akademia Ekonomiczna w Katowicach (1987-2010), Wyższa Szkoła Handlowa we Wrocławiu (1996-2014), Politechnika Wrocławska (2014), Akademia Wychowania Fizycznego we Wrocławiu (2012-2022). Pracując na uczelniach pełnił różne funkcje, takie jak: Rektor Wyższej Szkoły Handlowej we Wrocławiu (2002-2008), Kierownik Katedry Zarządzania w Wyższej Szkole Handlowej we Wrocławiu (2009-2014), Kierownik Zakładu Zarządzania w Turystyce w Akademii Wychowania Fizycznego we Wrocławiu (2012-2020).
W okresie 1993–2003 pracował jako doradca biznesowy w firmie SJOS sp. z o.o we Wrocławiu, jest twórcą, opiekunem i współautorem ponad stu projektów konsultingowych.
Od 2012 r. tworzy i publikuje wiersze, jest autorem dwóch tomików poezji i redaktorem pięciu książek poetyckich, od 2022 r. – prezesem Klubu Literackiego Helikon w Polanicy-Zdroju, od 2021 r. prowadzi własny „Teatr Poezji Pod Aniołami”.  Jest działaczem i sekretarzem Towarzystwa Miłośników Polanicy.
W czasie swojej kariery naukowej był autorem i redaktorem ponad 200 artykułów i książek, promotorem ponad 300 prac dyplomowych oraz trzech rozpraw doktorskich, recenzentem wielu prac naukowych - książek, artykułów dla wydawnictw i czasopism naukowych, prac doktorskich i habilitacyjnych. Jest specjalistą w zakresie zarządzania, przedsiębiorczości, marketingu, a także biznesu turystycznego. Wykaz ważniejszych prac naukowych:
- Przedsiębiorcza uczelnia i jej relacje z otoczeniem, Wydawnictwo Difin, Warszawa, 2009r., współautorzy: M. Pluta-Olearnik, J. Góra
- Uniwersytet przedsiębiorczy - herezja czy nowa orientacja uczelni?  Horyzonty Wychowania 2016 vol.15 nr 35 s. 55-71, współautor M. Pluta-Olearnik,
- Nowoczesne kształcenie z wykorzystaniem technik multimedialnych – możliwości i przykłady; Wyższa Szkoła Handlowa we Wrocławiu, Monografia, 2011, Redakcja i autorstwo stron: 7-9, 79-87, 110-116, 129-130,
- Marketing a koncepcja biznesowa, Zeszyty Naukowe nr 850, seria Problemy Zarządzania, Finansów i Marketingu nr 37, Uniwersytet Szczeciński, 2015, s. 9-22; współautor M. Pluta-Olearnik,
- Biznesowe aspekty rekreacji, Rozprawy Naukowe Akademii Wychowania Fizycznego we Wrocławiu 2017 nr 57, s. 81–89
- Konsulting – usługa, profesja, twórczość; Acta Universitatis Lodziensis, Folia Oeconomica nr 179/2004 cz.1 (64), s. 380-387
- Innowacje w turystyce – ich charakter i obszary poszukiwań, Rozprawy Naukowe Akademii Wychowania Fizycznego we Wrocławiu 2015 nr 50 s. 81-91;
- Specyfika oferty turystyczno-rekreacyjnej w amerykańskim ośrodku nadmorskim na przykładzie Huntington Beach (USA, Południowa Kalifornia), Folia Turistica, 2019, nr 51, s. 59-76,
- Ecotourism as a factor influencing behaviour of tourism market participants, współautor K. Barwicka, Ekonomiczne Problemy Turystyki, 2018, nr 4(44), s.17-24
- How Overtourism Threatens Large Urban Areas: A Case Study of the City of Wrocław, Poland (autorzy: W. Fedyk, M. Sołtysik, K. Barwicka, A. Mucha), Sustainability rok 2020, tom 12, zeszyt nr 5, str. 1-22

Odznaczenia: Złoty Krzyż Zasługi (2005); Srebrna Odznaka Zrzeszenia Studentów Polskich (1972).